# Roriz (Santo Tirso)
Roriz ist eine Kleinstadt und eine Gemeinde in Portugal.

## Geschichte
In der ersten Hälfte des 11. Jahrhunderts wurde hier ein Kloster errichtet, möglicherweise auf Grundlage eines früheren, hier bereits bestehenden Klosters. Der heutige Ort geht auf dieses Kloster zurück.
Bis zu den Verwaltungsreformen nach der Liberalen Revolution 1822 war Roriz ein eigener Verwaltungskreis. Nach dem Miguelistenkrieg wurde der Kreis 1836 aufgelöst und ist seither eine Gemeinde im Kreis Santo Tirso.
Am 6. April 2011 wurde Roriz durch einen einstimmigen Beschluss des Parlaments, der Assembleia da República, der Status einer Kleinstadt (Vila) verliehen.

## Sehenswürdigkeiten
Roriz wird vor allem durch zwei Benediktiner-Klöster geprägt. Den Mosteiro de Santa Escolástica und den Mosteiro de Singeverga.
Des Weiteren gibt es noch folgende Sehenswürdigkeiten:
- Igreja de São Pedro de Roriz
- Citânia de Roriz
- Igreja de Santa Maria de Negrelos
- Casa do Mosteiro

## Verwaltung
Roriz ist eine Gemeinde (Freguesia) des Kreises (Concelho) von Santo Tirso im Distrikt Porto. In der Gemeinde leben 3308 Einwohner (Stand 19. April 2021) auf einer Fläche von 6,2 km².

## Wirtschaft
Die Gemeinde ist historisch stark landwirtschaftlich geprägt. Seit den 1960er Jahren wurde dann die Textilindustrie der wichtigste Erwerbszweig der Gemeinde und ihres Umfeldes. Die Landwirtschaft hat in der Folge stark an Bedeutung verloren und wird heute nur noch im Nebenerwerb betrieben. Dagegen ist der Weinbau seit Mitte des 20. Jahrhunderts deutlich gewachsen und ist neben der Textilindustrie heute der bedeutendste regionale Wirtschaftsfaktor.

## Söhne und Töchter der Gemeinde
- Sara Moreira (* 1985), olympische Leichtathletin